# Еж, Игнаций Людвик
Игнаций Людвик Еж (пол. Ignacy Ludwik Jeż; 31 июля 1914, Радомысль-Вельки, Австро-Венгрия — 16 октября 2007, Рим, Италия) — польский прелат. Титулярный епископ Альбы Маритимы с 20 апреля 1960 по 28 июня 1972. Вспомогательный епископ Гнезно с 20 апреля 1960 по 1967. Вспомогательный епископ Вроцлава с 1967 по 28 июня 1972. Епископ Кошалина-Колобжега с 28 июня 1972 по 1 февраля 1992.
В 1942—1945 узник Дахау.
30 октября 1993 года освятил памятник полякам, жертвам массовых репрессия на Левашовском мемориальном кладбище в Санкт-Петербурге. 
17 октября 2007 года Папа Бенедикт XVI объявил, что намерен был возвести в кардиналы Игнация Людвика Ежа, бывшего епископа Кошалина-Колобжега, Польша, но он неожиданно умер накануне. Несмотря на это, по словам Папы, епископ Игнаций Еж должен считаться кардиналом.  